# Dactyliophora salomonia
Dactyliophora salomonia là một loài thực vật có hoa trong họ Loranthaceae. Loài này được Danser mô tả khoa học đầu tiên năm 1935.